# Gerald Endres
Gerald Endres (* 1955 in Kaufbeuren) ist ein deutscher Journalist und Dokumentarfilmregisseur.

## Leben
Gerald Endres machte Abitur in Augsburg und studierte Publizistik, Politologie und Theaterwissenschaft an der Freien Universität Berlin.
Seit 1985 arbeitet er als freier Hörfunk- und Fernsehjournalist. Von 1990 an dreht er Dokumentarfilme zusammen mit Ute Bönnen. Der Schwerpunkt ihrer Arbeit liegt auf zeitgeschichtlichen Themen.
Gerald Endres ist verheiratet mit Ute Bönnen. Das Paar hat zwei Kinder, geboren 1980 und 1983.

## Dokumentarfilme
- Hitlers Zentrale des Terrors – Die Nazis und der Massenmord, ARD 2023
- Bonifatius – Mönch und Prediger, ARTE 2022
- Geheimnisvolle Orte: Der Potsdamer Platz – Höhenrausch und Abgründe, rbb/ARD, 2021
- Stalin und die Deutschen, RBB 2020
- Geheimnisvolle Orte: Der Kurfürstendamm, ARD 2019
- Geheimnisvolle Orte: Der Flughafen Berlin-Tempelhof, ARD 2018
- Schlagzeilen gegen Hitler – Die Münchener Post, NatGeo 2018
- Napoleons deutscher 007 – Karl Ludwig Schulmeister, ARTE 2017
- Die Hausbesetzer – Randale gegen Leerstand, ZDFinfo 2016
- Wilde Streiks – Der heiße Herbst 1969, ZDFinfo 2016
- History: Der letzte Tag: Romy Schneider, ZDF 2015
- Auf Kurzbesuch in Ost-Berlin – Das Passierscheinabkommen von 1963, ZDFinfo 2015
- Sachsenhausen – Die Geschichte eines Lagers, RBB 2015
- Leben in der Sperrzone – Sparnberg in der DDR, ZDFinfo 2014
- Widerspruch – Havemann und der Kommunismus, RBB 2014
- History: Operation "Zersetzung" – Der geheime Terror der Stasi, ZDF 2013
- History: Die Fälscher – Die Dokumentation, ZDF 2013
- History: Der Fall Eichmann, ZDF 2012
- Geheimnisvolle Orte – Der Bendlerblock, RBB 2011
- Der Reichstag – Eine deutsche Geschichte, ARD 2010
- Die Stasi in West-Berlin, RBB 2010
- Protokoll eine Mörderischen Sommertages – Die Jagd auf die Juden von Kielce, RBB 2010
- Als der Osten noch Heimat war – Pommern, WDR 2009
- Wenn Frauen morden – Das Blaubeer-Mariechen, ARD 2009
- Wenn Frauen morden – Madonna oder Mörderin, ARD 2009
- Mielkes Rache – Die Hinrichtung des Stasi-Offiziers Werner Teske, ARTE 2008
- Geheimnisvolle Orte – Unter dem Pflaster von Berlin, RBB 2007
- Kalter Krieg im Radio, RBB 2007
- Auf verbotenen Pfaden – Kaffeeschmuggel in der Nachkriegszeit, WDR 2006
- Trümmerleben – Die Stunde der Frauen, RBB 2005
- Im Tal der Ahnungslosen – Westfernsehen Marke Eigenbau, MDR 2004
- Die großen Kriminalfälle – Der Schmücker-Mord, ARD 2004
- Geheimnisvolle Orte – Die Katakomben von Tempelhof, RBB 2004
- RIAS – Tanzmusik und Kalter Krieg, RBB 2003
- Die großen Kriminalfälle – Giftpaket nach Rügen, ARD 2002
- Gekaufte Siege – Der Bundesligaskandal 1971, SFB 2002
- Mit der ganzen Härte des Gesetzes – Todesstrafe in der DDR, MDR 2001
- Der Luckauer Krieg – Flucht nach Westberlin, ARD 2001
- Preußen – Chronik eines deutschen Staates" – Heil Dir im Siegerkranz" – Die Zeit des Wilhelminismus (1871–1918), ORB 2000
- Preußen – Chronik eines deutschen Staates – Republik, Nazi-Herrschaft und Untergang (1918–1947), ORB 2000
- Auf der Suche nach dem Traumjob, SFB 2000
- Die großen Kriminalfälle – Die Gladow-Bande ARD 2000
- Halbstark in Berlin, SFB 1999
- Der Algerienkrieg: Kampf an vielen Fronten, ARTE 1998
- 1848 – Barrikaden in Berlin, SFB 1998
- Schnell mal rüber – Grenzverkehr im Berlin der 50er Jahre, SFB 1997
- Die Gestapo – Neues von einer zählebigen Legende, SDR 1997
- Die internationalen Brigaden – Freiwillige im spanischen Bürgerkrieg, ARTE 1996
- Die roten Kapos von Buchenwald, SDR 1996
- Der Bromberger Blutsonntag, SDR 1996
- Zittau – am Rand des reichen Europa, SFB 1993
- Altlasten? Oranienburg und seine Geschichte, SFB 1991
- Geschichte deutscher Friedensbewegungen, SFB 1990

## Buchveröffentlichungen
- Die Gladow-Bande – Chicago in Berlin. In: Helfried Spitra (Hrsg.): Die großen Kriminalfälle. Piper Verlag GmbH, München 2003, S. 11–35.
- Giftpaket nach Rügen. In: Helfried Spitra (Hrsg.): Die großen Kriminalfälle 2. Piper Verlag GmbH, München 2005, S. 59–81.
- Der Schmücker-Mord. In: Helfried Spitra (Hrsg.): Die großen Kriminalfälle 2. Piper Verlag GmbH, München 2005, S. 226–249.
- Włodzimierz Borodziej, Gerald Endres und Ulla Lachauer: Als der Osten noch Heimat war – Was vor der Vertreibung geschah: Pommern, Schlesien, Westpreußen. Rowohlt Berlin 2009